# Choisy-le-Roi
Choisy-le-Roi is een gemeente in het Franse departement Val-de-Marne (regio Île-de-France). De gemeente telde 46.122 inwoners op 1 januari 2022. De plaats maakt deel uit van het arrondissement Créteil.
Als bezienswaardigheden zijn er de kerk Saint-Louis uit de achttiende eeuw en de ruïnes van een groot kasteel gebouwd in de zeventiende eeuw en uitgebreid door Jacques IV Gabriel, bouwheer en architect van het hof. Koning Lodewijk XV verbleef hier regelmatig.

## Geografie
De oppervlakte van Choisy-le-Roi bedroeg op 1 januari 2022 5,43 vierkante kilometer; de bevolkingsdichtheid was toen 8.493,9 inwoners per km². De Seine stroomt door de gemeente.
De onderstaande kaart toont de ligging van Choisy-le-Roi met de belangrijkste infrastructuur en aangrenzende gemeenten.

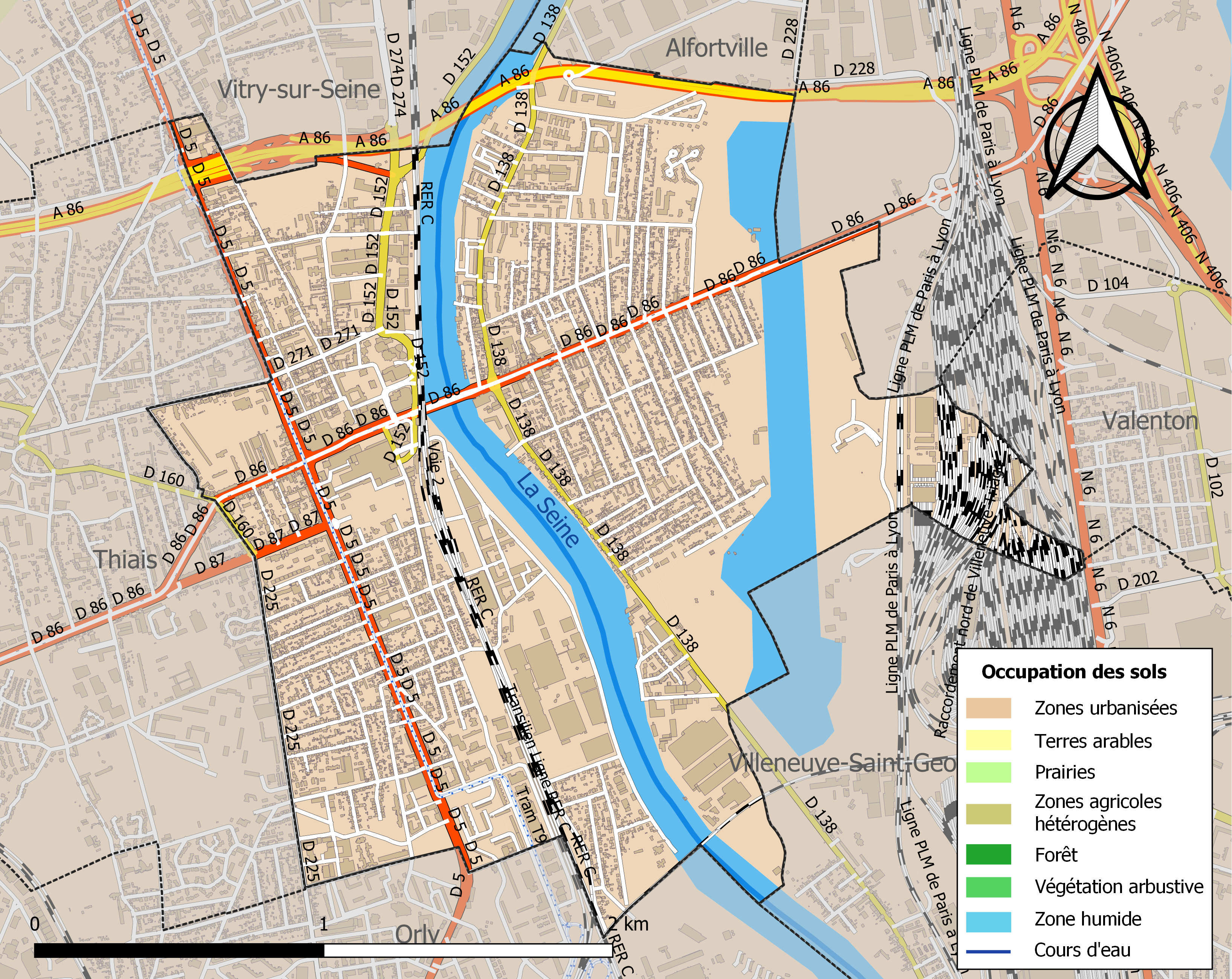

## Demografie
Onderstaande figuur toont het verloop van het inwonertal (bron: INSEE-tellingen).

## Geboren
- Mehdi El Glaoui (1956), acteur
- Éric Boyer (1963), wielrenner

## Overleden
- Claude Joseph Rouget de Lisle (1760-1836), componist, dichter en officier van de genie
- Marcel Cachin (1869-1958), journalist en communistisch politicus